# The Seventh One
 (avril 2024).
Si vous disposez d'ouvrages ou d'articles de référence ou si vous connaissez des sites web de qualité traitant du thème abordé ici, merci de compléter l'article en donnant les références utiles à sa vérifiabilité et en les liant à la section « Notes et références ».
 (avril 2024).
Albums de Toto
Fahrenheit
(1986) Past to Present (1977-1990)
(1990)
The Seventh One est le septième album studio du groupe de pop rock californien Toto, sorti le 1er mars 1988. 
Il s'agit du second album avec Joseph Williams au chant, après Fahrenheit. Il rencontre le succès particulièrement grâce aux hits Stop loving you et Pamela.
On note le retour de Steve Porcaro, frère de Jeff et Mike, mais uniquement en tant qu'invité.

## Titres
| No  | Titre                  | Auteur                                     | Durée |
| --- | ---------------------- | ------------------------------------------ | ----- |
| 1.  | Pamela                 | David Paich / Joseph Williams              |       |
| 2.  | You got me             | Paich / Williams                           |       |
| 3.  | Anna                   | Steve Lukather / Randy Goodrum             |       |
| 4.  | Stop loving you        | Paich / Lukather                           |       |
| 5.  | Mushanga               | Paich / Jeff Porcaro                       |       |
| 6.  | Stay away              | Paich / Lukather                           |       |
| 7.  | Straight for the heart | Paich / Williams                           |       |
| 8.  | Only the children      | Paich / Lukather / Williams                |       |
| 9.  | A thousand years       | Paich / Mark T. Williams / Joseph Williams |       |
| 10. | A thousand years       | Paich / Mark T. Williams / Joseph Williams |       |
| 11. | These chains           | Lukather / Goodrum                         |       |
| 12. | Home of the Brave      | Paich / Lukather / Jimmy Webb / Williams   |       |
| 13. | The seventh one        | Paich / Williams                           |       |

## Musiciens
- Steve Lukather : guitare, chant
- David Paich : claviers, chant, arrangement des cuivres sur You Got Me, arrangement et direction des cordes sur A Thousand Years et These Chains, arrangement des cordes sur Home of the Brave
- Jeff Porcaro : batterie, percussions
- Mike Porcaro : basse
- Joseph Williams : chant

### Invité
- Steve Porcaro: claviers

### Musiciens additionnels
- Jon Anderson : chœurs sur Stop loving you
- Joe Porcaro : vibraphone sur Pamela et These Chains, percussions sur Anna et Mushanga
- Tom Kelly : chœurs sur Pamela et Only the Children
- Tom Scott : arrangement des cuivres sur Pamela, Stop loving you et These Chains
- Jerry Hey : arrangement des cuivres sur You Got Me
- Chuck Findley, Gary Grant, Jerry Hey (trompette), James Pankow (trombone), Gary Herbig, Tom Scott (saxophones) : cuivres sur Pamela, You Got Me, Stop loving you et These Chains
- Patti Austin : chœurs sur You got me, Mushanga, Stay away et Straight for the Heart
- Lenny Castro et Jim Keltner : percussions sur You Got Me
- Michael Fisher : percussions sur Anna et Stop loving you
- Bill Payne : claviers sur Stop loving you Mushanga These Chains
- Andy Narell : steel drums sur Mushanga
- Jim Horn : flûte traversière et flûte à bec sur Mushanga, saxophone sur Straight for the Heart
- Linda Ronstadt : chœurs sur Stay away
- David Lindley : lap steel guitar sur Stay away
- Marty Paich : direction des cordes sur Home of the Brave